# League Cup 2010/11
Der League Cup 2010/11 war die 51. Austragung des Turniers; The Carling Cup, oder League Cup. Das Turnier begann mit 92 Vereinen.
Der Wettbewerb startete am 9. August 2010 mit der Ersten Runde und endete mit dem Finale im Wembley-Stadion in London am 27. Februar 2011. Der Sieger des Wettbewerbes wurde Birmingham City.

## Erste Runde
Die Auslosung für die erste Runde fand am 16. Juni 2010 statt. Der FC Burnley und Hull City waren die einzigen Teams aus der Football League, die erst in der zweiten Runde ins Turnier einstiegen, da sie die zwei bestplatzierten Teams der letzten Saison waren. Die anderen 70 Teams der Football League mussten bereits in der ersten Runde antreten.

### Nord
|                     | Ergebnis  | !Zuschauer                   |
| ------------------- | --------- | ---------------------------- |
| Hartlepool United   | 2:0       | Sheffield United \|\|2,520   |
| Leicester City      | 4:3       | Macclesfield Town \|\|6,142  |
| FC Walsall          | 0:1       | Tranmere Rovers \|\|2,253    |
| Carlisle United     | 0:1       | Huddersfield Town \|\|3,475  |
| Stockport County    | 0:5       | Preston North End \|\|3,724  |
| FC Barnsley         | 0:1       | Rochdale \|\|4,107           |
| FC Morecambe        | 2:0       | Coventry City \|\|4,002      |
| Doncaster Rovers    | 1:2 n. V. | Accrington Stanley \|\|4,603 |
| FC Chesterfield     | 1:2       | FC Middlesbrough \|\|6,509   |
| Peterborough United | 4:1       | Rotherham United \|\|4,145   |
| Bradford City       | 2:1 n. V. | Nottingham Forest \|\|5,175  |
| Leeds United        | 4:0       | Lincoln City F.C. \|\|12,602 |
| Sheffield Wednesday | 1:0       | FC Bury \|\|7,390            |
| Scunthorpe United   | 2:1       | Oldham Athletic \|\|2,602    |
| Crewe Alexandra     | 1:0       | Derby County \|\|3,778       |

### Süd
|                     | Ergebnis  | !Zuschauer                       |
| ------------------- | --------- | -------------------------------- |
| Exeter City         | 2:3 n. V. | Ipswich Town \|\|4,520           |
| Southend United     | 3:2 n. V. | Bristol City \|\|2,940           |
| FC Southampton      | 2:0       | AFC Bournemouth \|\|17,135       |
| FC Brentford        | 2:1       | Cheltenham Town \|\|2,049        |
| Queens Park Rangers | 1:3       | FC Port Vale \|\|6,619           |
| Torquay United      | 0:1 n. V. | FC Reading \|\|2,832             |
| Norwich City        | 4:1       | FC Gillingham \|\|13,068         |
| FC Stevenage        | 1:2       | FC Portsmouth \|\|4,236          |
| Shrewsbury Town     | 4:3       | Charlton Athletic \|\|3,700      |
| Cardiff City        | 4:1 n. V. | Burton Albion \|\|6,080          |
| Northampton Town    | 2:0       | Brighton & Hove Albion \|\|2,431 |
| Swansea City        | 3:0       | FC Barnet \|\|6,644              |
| Plymouth Argyle     | 0:1       | Notts County \|\|5,454           |
| Wycombe Wanderers   | 1:2 n. V. | FC Millwall \|\|3,028            |
| Oxford United       | 6:1       | Bristol Rovers \|\|5,008         |
| Milton Keynes Dons  | 2:1       | Dagenham & Redbridge \|\|3,502   |
| Hereford United     | 0:3       | Colchester United \|\|1,996      |
| Yeovil Town         | 0:1       | Crystal Palace \|\|3,720         |
| Aldershot Town      | 0:3       | FC Watford \|\|3,292             |
| Swindon Town        | 1:2       | Leyton Orient \|\|4,450          |

## Zweite Runde
In der zweiten Runde stiegen die 13 Premier-League-Vereine ein, die sich in der letzten Saison nicht für einen europäischen Wettbewerb qualifizieren konnten, sowie der FC Burnley und Hull City (siehe oben).
|                         | Ergebnis        | !Zuschauer                     |
| ----------------------- | --------------- | ------------------------------ |
| Accrington Stanley      | 2:3             | Newcastle United \|\|4,098     |
| FC Portsmouth           | 1:1 (4:3 i. E.) | Crystal Palace \|\|8,412       |
| Leeds United            | 1:2             | Leicester City \|\|16,509      |
| Wolverhampton Wanderers | 2:1 n. V.       | Southend United \|\|10,284     |
| Blackburn Rovers        | 3:1             | Norwich City \|\|9,235         |
| Milton Keynes Dons      | 4:3             | FC Blackpool \|\|7,458         |
| Tranmere Rovers         | 1:3             | Swansea City \|\|2,450         |
| FC Everton              | 5:1             | Huddersfield Town \|\|28,901   |
| Peterborough United     | 2:1             | Cardiff City \|\|3,806         |
| FC Reading              | 2:2 (2:4 i. E.) | Northampton Town \|\|6,986     |
| Scunthorpe United       | 4:2             | Sheffield Wednesday \|\|4,680  |
| FC Brentford            | 2:1             | Hull City \|\|3,335            |
| AFC Sunderland          | 2:0             | Colchester United \|\|13,532   |
| Leyton Orient           | 0:2             | West Bromwich Albion \|\|2,349 |
| FC Morecambe            | 1:3             | FC Burnley \|\|5,003           |
| Birmingham City         | 3:2             | AFC Rochdale \|\|6,431         |
| Crewe Alexandra         | 0:1             | Ipswich Town \|\|3,309         |
| FC Watford              | 1:2             | Notts County \|\|6,434         |
| West Ham United         | 1:0             | Oxford United \|\|20,902       |
| FC Southampton          | 0:1             | Bolton Wanderers \|\|10,251    |
| Bradford City           | 1:2             | Preston North End \|\|4,221    |
| FC Fulham               | 6:0             | FC Port Vale \|\|9,031         |
| FC Millwall             | 2:1             | FC Middlesbrough \|\|6,704     |
| Stoke City              | 2:1             | Shrewsbury Town \|\|11,995     |
| Hartlepool United       | 0:3             | Wigan Athletic \|\|3,196       |

## Dritte Runde
Ab der dritten Runde mussten auch die sieben Vereine antreten, die sich für die laufende Saison für die europäischen Wettbewerbe qualifiziert hatten. Northampton Town, aus der Football League Two, war der Verein aus der untersten Liga, die noch im Wettbewerb vertreten war.
|                         | Ergebnis              | !Zuschauer                   |
| ----------------------- | --------------------- | ---------------------------- |
| FC Brentford            | 1:1 (4:3 i. E.)       | FC Everton \|\|8,960         |
| FC Portsmouth           | 1:2                   | Leicester City \|\|8,327     |
| Stoke City              | 2:0                   | FC Fulham \|\|12,778         |
| FC Chelsea              | 3:4                   | Newcastle United \|\|41,511  |
| Aston Villa             | 3:1                   | Blackburn Rovers \|\|18,753  |
| Tottenham Hotspur       | 1:4 n. V.             | FC Arsenal \|\|35,883        |
| FC Millwall             | 1:2                   | Ipswich Town \|\|5,070       |
| Wolverhampton Wanderers | 4:2 n. V.             | Notts County \|\|11,516      |
| FC Burnley              | 1:0                   | Bolton Wanderers \|\|17,602  |
| Birmingham City         | 3:1                   | Milton Keynes Dons \|\|9,450 |
| FC Liverpool            | 2:2 n. V. (2:4 i. E.) | Northampton Town \|\|22,577  |
| Scunthorpe United       | 2:5                   | Manchester United \|\|9,077  |
| West Bromwich Albion    | 2:1                   | Manchester City \|\|10,418   |
| AFC Sunderland          | 1:2                   | West Ham United \|\|21,907   |
| Peterborough United     | 1:3                   | Swansea City \|\|4,164       |
| Wigan Athletic          | 2:1                   | Preston North End \|\|6,987  |

## Achtelfinale
Da Northampton Town auch die dritte Runde überstanden hatte, war es seit der Saison 2006/07 das erste Mal, dass zu diesem Zeitpunkt noch aus allen vier oberen Ligen ein Verein im Wettbewerb war.
|                   | Ergebnis        | !Zuschauer                         |
| ----------------- | --------------- | ---------------------------------- |
| Newcastle United  | 0:4             | FC Arsenal \|\| 33,157             |
| Birmingham City   | 1:1 (4:3 i. E.) | FC Brentford \|\|15,166            |
| Wigan Athletic    | 2:0             | Swansea City \|\|11,705            |
| Aston Villa       | 2:1 n. V.       | FC Burnley \|\|34,618              |
| Leicester City    | 1:4             | West Bromwich Albion \|\|16,957    |
| Manchester United | 3:2             | Wolverhampton Wanderers \|\|46,083 |
| West Ham United   | 3:1 n. V.       | Stoke City \|\|25,304              |
| Ipswich Town      | 3:1             | Northampton Town \|\|12,929        |

## Viertelfinale
Mit Ipswich Town war nur noch ein Verein im Wettbewerb vertreten, der nicht in der Premier League spielt. Titelverteidiger Manchester United flog in dieser Runde gegen West Ham United raus.
|                 | Ergebnis | !Zuschauer                      |
| --------------- | -------- | ------------------------------- |
| FC Arsenal      | 2:0      | Wigan Athletic \|\| 59,525      |
| Birmingham City | 2:1      | Aston Villa \|\|27,679          |
| West Ham United | 4:0      | Manchester United \|\|33,551    |
| Ipswich Town    | 1:0      | West Bromwich Albion \|\|11,363 |

## Halbfinale
Die Halbfinal-Begegnungen fanden im Januar statt. Das Halbfinale war die erste und einzige Runde die mit Hin- und Rückspiel ausgetragen wurde.
|                 | Gesamt |                 | Hinspiel | Rückspiel |
| --------------- | ------ | --------------- | -------- | --------- |
| West Ham United | 3:4    | Birmingham City | 2:1      | 1:3 n. V. |
| Ipswich Town    | 1:3    | FC Arsenal      | 1:0      | 0:3       |

## Finale
Das Finale fand im Wembley-Stadion statt und wurde von Mike Dean geleitet. Arsenal ging als Favorit in das Spiel, da sie in der Liga beide Vergleiche gewonnen hatten. Dennoch verlor der FC Arsenal etwas überraschend mit 1:2 und Birmingham City gewann somit den ersten Titel seit 1963. Durch den Gewinn des League Cups hat sich Birmingham für die Play-offs der Europa League 2011/12 qualifiziert.
| Birmingham City                                           | Birmingham City | FC Arsenal | FC Arsenal | Aufstellung                                  |
| --------------------------------------------------------- | --- | --- | ---------- | -------------------------------------------- |
| Birmingham City                                           | \| 27. Februar 2011 um 17:00 Uhr in London (Wembley-Stadion) \| \| Ergebnis: 2:1 (1:1) \| \| Zuschauer: 88.851 \| \| Schiedsrichter: Mike Dean \| | \| 27. Februar 2011 um 17:00 Uhr in London (Wembley-Stadion) \| \| Ergebnis: 2:1 (1:1) \| \| Zuschauer: 88.851 \| \| Schiedsrichter: Mike Dean \| | FC Arsenal | Aufstellung Birmingham City gegen FC Arsenal |
| Birmingham City                                           | Ben Foster – Stephen Carr , Roger Johnson, Martin Jiránek, Liam Ridgewell – Keith Fahey (83. Obafemi Martins), Craig Gardner, Barry Ferguson, Lee Bowyer (50. Jean Beausejour) – Sebastian Larsson, Nikola Žigić (90.+2' Cameron Jerome) Cheftrainer: Alex McLeish | Wojciech Szczęsny – Bacary Sagna, Johan Djourou, Laurent Koscielny, Gaël Clichy – Tomáš Rosický, Alexandre Song, Samir Nasri, Jack Wilshere, Andrei Arshavin (77. Marouane Chamakh) – Robin van Persie (70. Nicklas Bendtner) Cheftrainer: Arsène Wenger | FC Arsenal | Aufstellung Birmingham City gegen FC Arsenal |
| Birmingham City                                           | 1:0 Nikola Žigić (28.) 2:1 Obafemi Martins (89.) | 1:1 Robin van Persie (39.) | FC Arsenal | Aufstellung Birmingham City gegen FC Arsenal |
| Birmingham City                                           | Sebastian Larsson (41.), Barry Ferguson (90.) | Laurent Koscielny (35.), Gaël Clichy (52.) | FC Arsenal | Aufstellung Birmingham City gegen FC Arsenal |
| Birmingham City                                           | Spieler des Spiels: Ben Foster (Birmingham City) | | FC Arsenal | Aufstellung Birmingham City gegen FC Arsenal |
| 27. Februar 2011 um 17:00 Uhr in London (Wembley-Stadion) | | |            |                                              |
| Ergebnis: 2:1 (1:1)                                       | | |            |                                              |
| Zuschauer: 88.851                                         | | |            |                                              |
| Schiedsrichter: Mike Dean                                 | | |            |                                              |